# Международный фестиваль современной хореографии в Витебске
Международный фестиваль современной хореографии в Витебске (IFMC).

## История
Проводится с 1987 года, как фестиваль неформальной молодёжи Советского Союза. В 1990 и 1991 годах известен как Всесоюзный Фестиваль популярного танца «Белая Собака». С 1992 года International Festival of Modern Choreography (IFMC). Автор идеи, директор Фестиваля Марина Романовская.
Фестиваль собирает участников из Белоруссии, России, Украины, Молдовы, Литвы, Латвии, Эстонии, Польши, Франции, Германии, Голландии, Японии, Китая, Израиля.
В 1994 году фестиваль прошёл с 16 по 20 ноября на сцене Дворца культуры профсоюзов в Витебске. Нововведением был закрытый для зрителей белорусский национальный конкурс. В фестивале принимали участие театр «Провинциальные танцы» под управлением Татьяны Богданововй (Екатеринбург), Кристир Брюнель (Эссен), студия Елены Богданович (Москва), учащиеся театра-студии «Свободный балет» (Москва, под управлением Николая Огрызкова). Жюри состояло из председателя Валентина Елизарьева, членов Фредерик Лескюр, Изабелла Ронкаглио (Франция), Ренэ Ныммик (Таллинн), Николай Огрызков (Москва), Витис Янкаускас (Вильнюс). Премию «За цельность художественного произведения» присудили фольк-театру «Госціца» (Минск, руководитель Лариса Симакович), премию «За хореографический поиск» — группе «ТАД» (Гродно, руководитель — Дмитрий Каракулов). Другие участники конкурса - театр-студия «Раёк» Центра молодёжного творчества (Брест), балет «АРТ 7» (Гомель) и модерн-балет «Галерея» (Минск).

## Номинации
- «Лучшая постановка»: оценивается идея, художественный замысел, мастерство хореографа и исполнителей, а также совокупность других составляющих представленного на конкурс произведения;
- «Хореограф»: оценивается сценическое воплощение, композиционное решение, оригинальное хореографическое и образное мышление автора в представленном на конкурс произведении;
- «Исполнительское мастерство»: оценивается технический уровень и артистизм труппы;
- «Артистизм»: оценивается яркое воплощение созданного индивидуальным исполнителем сценического образа;
- «Постскриптум»: содержание номинации определяется конкурсной комиссией по итогам конкурса.

## Участники и лауреаты
- Раду Поклитару
- Евгений Панфилов
- Бармаглот (театр)
- Киев модерн-балет

## ссылки
- Буклет посвященный XXIII фестивалю
- Концертная программа «IFMC 2012»